# Виґнанув (Мазовецьке воєводство)
Виґнанув (пол. Wygnanów) — село в Польщі, у гміні Пшитик Радомського повіту Мазовецького воєводства.
Населення — 219 осіб (2011).
У 1975—1998 роках село належало до Радомського воєводства.

## Демографія
Демографічна структура станом на 31 березня 2011 року:
|          | Загалом | Допрацездатний вік | Працездатний вік | Постпрацездатний вік |
| -------- | ------- | ------------------ | ---------------- | -------------------- |
| Чоловіки | 115     | 22                 | 84               | 9                    |
| Жінки    | 104     | 22                 | 59               | 23                   |
| Разом    | 219     | 44                 | 143              | 32                   |